# Brewster F2A Buffalo
Brewster F2A Buffalo var ett amerikanskt jaktplan som tjänstgjorde i ett antal länder under andra världskriget. Flygplanet kom att länge följas av ett oförtjänt rykte om dåliga egenskaper men blev ändå ett relativt framgångsrikt jaktplan. F2A var det första enkelvingade jaktplan som användes av den amerikanska flottan. Brewsterjaktplanen kom dock att ha sin längsta tjänstgöring och flest framgångar med det finländska flygvapnet mellan 1940 och 1948.

## Ursprung
År 1936 ställde den amerikanska flottan en förfrågan om en ny generations hangarfartygsbaserade jaktplan. Man önskade ett monoplan med vingklaffar, bromshake, infällbart landställ och en täckt cockpit. Tre företag, däribland Brewster Aeronautical Corporation, Grumman (F4F Wildcat) och Seversky svarade på denna förfrågan med sina prototyper.
Brewsters prototypflygplan XF2A-1 flög för första gången i december 1937. Utprovning för tjänstgöring följde en månad senare och i juni beställde den amerikanska flottan 54 exemplar av produktionsmodellen F2A-1.

## Buffalo i tjänst
Av den första leveransen av flygplanen, som började i juni 1939, sändes nio till flygskvadronen VF-3 ombord USS Saratoga (CV-3). De övriga 44 förklarades vara överskott och såldes till Finland (där de senare förtjänstfullt tjänstgjorde fram till 1944). Trots att det snart visade sig att F2A var underlägset de senaste tyska jaktplanen köpte Storbritannien, Belgien och Nederländerna flera hundra exemplar av den landbaserade versionen av flygplanet.
En förbättrad version, F2A-2, utvecklades och beställdes i 43 exemplar. Dessa hade en mer kraftfull motor, en bättre propeller och flygutrustning. Detta flygplan kom att följas av versionen F2A-3. Olyckligtvis tillförde förbättringarna vikt som negativt påverkade flygplanets prestanda och som skapade ständigt återkommande problem med landstället, speciellt vid bruk ombord hangarfartyg.

### Amerikanska marinkåren
Den amerikanska marinkåren flög F2A vid slaget om Midway. Den dåliga amerikanska utgången av detta slag kom att bli den primära källan för myten om att Brewstern var ett av de sämsta jaktplanen i världen. Förklaringen till de stora amerikanska förlusterna (15 av 25 flygplan) berodde dock på att F2A-3-modellen var föråldrad och de oerfarna marinkårspiloterna som stred med förstavärldskrigstaktik mot erfarna japanska jaktplanspiloter som flög med Mitsubishi Zero. Därtill var de amerikanska jaktplanen färre och tvingades slåss ur ett taktiskt underläge. Den amerikanska marinkårens dåliga prestation drev det finlandssvenska jaktässet Hans Wind att skriva sin stridsmanual om Brewstern; han analyserade luftstriden, de taktiska fel som amerikanerna gjorde och föreslog en ny taktik för de finländska Brewsterpiloterna som kom att användas i strid mot olika typer av fiendeplan. Denna taktik kom att bli en stor framgång mellan åren 1942 och 1943. Slaget om Midway kom dock att markera slutet för F2A-3:ans amerikanska stridskarriär. De överlevande flygplanen transporterades till det amerikanska fastlandet där de användes som avancerade skolflygplan.

### Belgien
Strax innan kriget började behövde det belgiska flygvapnet mera moderna flygplan för att utöka och modernisera sitt flygvapen. Man beställde därmed 40 F2A-2:or (som hade fabriksbeteckningen B-339) med en annan motor, Wright R-1820-G105 med 1 000 hk. Bromshaken togs bort och flygplanet förlängdes något bakåt. Olyckligtvis lyckades man enbart leverera två flygplan till Frankrike vid tidpunkten för den tyska invasionens och dessa erövrades senare av tyskarna. Sex flygplan kom att sluta sina dagar på Martinique med det franska flygvapnet där de senare slutligen förstördes. De resterande flygplanen gavs till Storbritannien, som dock ansåg dem olämpliga för tjänst i Västeuropa och gav dem till samväldesstyrkorna i Asien och Mellanöstern.

### Samväldets skvadroner
Storbritanniens flygvapen, som tyckte om beskrivande namn, döpte flygplanet till Brewster Buffalo. När man trodde att de skulle utklassas av de tyska Messerschmitt Bf 109:orna sändes de till de australiensiska och nyzeeländska flygvapnens skvadroner i Singapore, Malaya och Burma, strax innan kriget mot Japan inleddes.
Dessa Buffalojaktplan visade sig vara av dålig kvalitet eftersom vissa hade utrustats med begagnade motorer och andra skadats under skeppningen. Flygplanet kom ändå att utkräva en tribut om 2:1 mot japanska flygplan. Tre samväldespiloter kom att bli flygaräss när de flög Buffalo; den som vann mest segrar av dem, Geoff Fisken, slutade som den samväldespilot med flest luftsegrar i Stillahavsområdet.

### Nederländska Ostindien
Det nederländska flygvapnet hade beställt 144 Brewsterjaktplan av modellerna B-339C och 339D, de förra med nederländska motorer och de senare med mera kraftfulla motorer som tillverkades av Wright. Enbart 71 flygplan hade hunnit levereras till Nederländska ostindien när kriget bröt ut och av dessa var vissa inte i bruk. Vissa tjänstgjorde tillfälligt i Singapore innan de drogs tillbaka för att försvara ön Java. Där lär de ha använts som störtbombare mot japanska trupptransportfartyg. Trots att förstärkningar anlände i form av samväldets retirerande Buffaloplan klarade de nederländska skvadronerna inte av att stoppa eller ens sakta ned de japanska styrkorna på marken och det sista uppdraget flögs den 7 mars. Sammanlagt dödades 17 nederländska piloter och 30 Buffaloflygplan sköts ned, 15 förstördes på marken och flera på grund av olyckor; de nederländska piloterna sade att man skjutit ned 55 fiendeplan. En större luftstrid utkämpades den 19 februari 1942, när åtta nederländska Buffaloplan stötte på en japansk formation om 35 bombplan och 20 eskorterande Zerojaktplan. De nederländska piloterna sköt ner 11 japanska plan men förlorade själva fyra Buffaloplan.

### Finland
Det var i Finland som Brewsterflygplanen skulle komma att vara mest framgångsrika. Flygplanen anlände för sent för att kunna delta i Vinterkriget, men deras roll i Fortsättningskriget var anmärkningsvärd. Flygplanet kallades aldrig för Buffalo i Finland, utan det var helt enkelt känt som Brewster, eller någon gång under smeknamnen Taivaan helmi ("himlens pärla") eller Pohjoisten taivaiden helmi ("de norra skyarnas pärla"). De 44 Brewsterjaktplanen som användes av det finländska flygvapnet erhöll beteckningarna BW-351 till BW-394. Bland de övriga smeknamnen fanns Pylly-Valtteri ("Bak-Valter"), Amerikanrauta ("amerikansk hårdvara") och Lentävä kaljapullo ("den flygande ölflaskan"). Det verkar även som om de finländska flygplanen var av bättre kvalitet än de som senare producerades; detta var ett vanligt fenomen, eftersom flygplansfabrikerna bemannades av oskolade arbetare efter att kriget bröt ut.

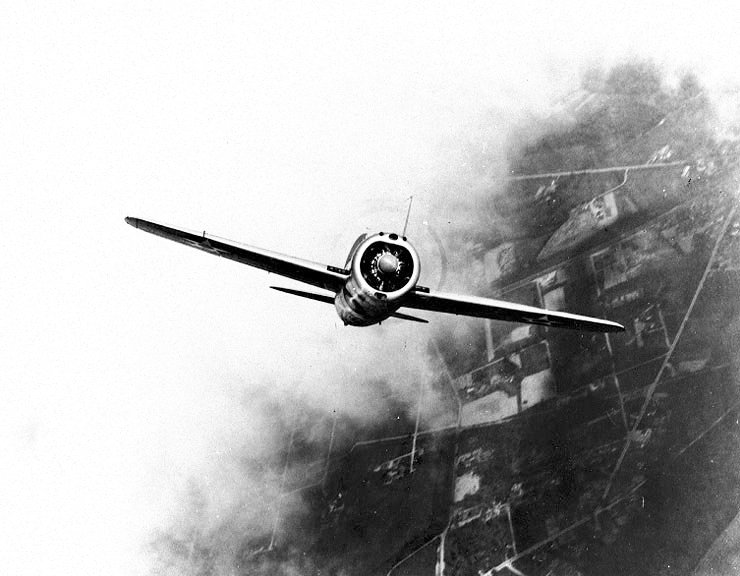
Brewster XF2A-1-prototyp, liknande de F2A-1:or som såldes till det finländska flygvapnet.

Brewstern ansågs mycket lättflugen och många finländska piloter kallade det ett "flygplan för gentlemän", medan Messerschmitt Bf 109 (som även användes av det finländska flygvapnet) var en "dödsmaskin". Brewsterflygplanen blev även populära på grund av sin långa räckvidd, tålighet och problemfria underhåll. Detta berodde delvis på de finländska mekanikerna som löste ett problem som plågade Wright Cyclone-motorn genom att invertera en kolvring i varje cylinder, vilket förbättrade motorns tillförlitlighet.
Brewstern kom att få rykte om sig som ett av de mest framgångsrika jaktplanen som någonsin flugits av det finländska flygvapnet. Under krigsåren 1941-1945 i finländsk tjänst krediterades Brewstern med 496 luftsegrar över sovjetiska och tyska flygplan, mot en förlust av 19 Brewsterflygplan: ett segerförhållande på 26:1. Det måste dock sägas att alla fall inte ännu kunnat styrkas i de tyska och ryska arkiven (2006).
Under fortsättningskriget var Lentolaivue 24 Flygdivision 24) utrustad med B-239:or fram tills maj 1944, när flygplanen överfördes till Hävittäjälentolaivue 26 (Jaktplansdivision 26). De flesta piloterna från Lentolaivue 24 var veteraner från Vinterkriget och divisionen vann totalt 459 segrar med B-239 -flygplanen, mot en förlust av 15 Brewsterflygplan i strid. Mellan den 25 juni 1941 och 31 december 1941, vann LeLv 24 135 luftsegrar med Brewsterflygplanen mot en förlust av två piloter och två flygplan.
Det främsta Brewsterässet var finlandssvensken Hans Wind, med sina 39 luftsegrar med B-239. Wind vann 26 av sina segrar med flygplanet BW-393 och Eino Luukkanen vann ytterligare sju segrar med samma flygplan. BW-393 erhöll sammanlagt 41 segrar, vilket gör flygplanet till en kandidat för det flygplan som vunnit mest luftsegrar genom historien.
Det främsta finländska flygässet, Ilmari Juutilainen, vann 34 av sina 94 ½ segrar när han flög B-239:or, däribland 28 segrar med flygplanet BW-364.
Trots att Brewstern var klart föråldrad år 1944, knappt kunde stå på jämförbar nivå med de sovjetiska jaktplanen och att konstruktionen började visa sig utnött vann piloterna från Jaktdivision 26 (LeLv 26) ytterligare 35 luftsegrar mot de sovjetiska flygplanen på sommaren 1944. Den sista luftsegern mot ett sovjetiskt flygplan vanns den 17 juni 1944 över det Karelska näset. Efter att Finland skrev under vapenstilleståndsavtalet tvingades landet att vända sig mot sin forna allierade, Tyskland, och Brewsterpiloten, löjtnant Erik Teromaa (11 segrar), sköt ner ett tyskt Stukabombplan den 3 oktober 1944, under Lapplandskriget.
Flera modifikationer gjordes på de finländska B-239:orna under kriget. I vissa flygplan installerades ryggpansar för skydd av piloten och man ersatte även 0,30-tumskulsprutan (7,62 mm) med en 12,7 mm kulspruta. År 1943 hade alla utom en finländsk B-239:a fyra 12,7 mm kulsprutor. Vingkulsprutorna hade 400 skott och flygkroppskulsprutorna 200 skott var. 0,30-tumskulsprutan (7,62 mm) hade 600 skott. Under våren 1941 installerades nya Väisälä T.h.m.40-sikten som var baserade på Revi 3c -siktet, likaså installerades instrument som var graderade i det metriska systemet.
Under kriget utformade finländska flygplanskonstruktörer ett nytt flygplan, VL Humu som baserade sig på Brewster, men som tillverkades i Finland av billigare material såsom plywood. Enbart ett exemplar konstruerades eftersom det var i princip föråldrat redan år 1943 och leveranserna av Messerschmitt Bf 109.or hade fyllt behovet av flygplan för jaktplansdivisionerna.
Den sista flygningen med Brewsterflygplanet i finländsk tjänst gjordes den 14 september 1948. Frånsett Humuflygplanet, finns även huven och fenan (med 41 segrar) av BW-393 sparade på Mellersta Finlands flygmuseum. Flygplanet BW-372 är idag utställt vid NAS Pensacolas flygmuseum i USA där det är restaurerat i finländska färger.

## Överlevande flygplan
Överlevande Brewsterflygplan är extremt sällsynta, eftersom deras konstruktionskvalitet vanligtvis var dålig och eftersom de flesta snabbt såldes till utländska flygvapen. Det troddes länge att ingen Buffalo överlevt men sommaren 1998 hittades en finländsk B-239:a (BW-372) i den ryska sjön Stora Kolejärvi, omkring 50 kilometer från staden Segezha. Flygplanet identifierades som en av de 44 flygplan som såldes till Finland under Vinterkriget. Den 25 juni 1942 flög BW-372 i en formation om åtta Brewsterflygplan när man mötte en blandad sovjetisk skvadron innehållande Hawker Hurricane- och MiG-3-flygplan. BW-372 flögs av piloten Lauri Pekuri. I striden skadades 7 sovjetiska flygplan. Löjtnant Pekuri sköt ner två Hurricanejaktplan (han skulle få 18 luftsegrar, däribland 7 Hurricanejaktplan) men hans flygplan träffades av kanoneld från en MiG-3 och han tvingades nödlanda sitt brinnande plan i en sjö. Pekuri överlevde haveriet med enbart mindre skador och lyckades gå 20 kilometer till de egna linjerna. Flygplanet lyftes från sjön år 1998 och efter svåra förhandlingar med ryska myndigheter transporterades det slutligen till USA. Brewsterjaktplanet nådde slutligen National Naval Aviation Museum i Pensacola, Florida den 18 augusti 2004. Efter att man utrönt flygplanets historik, skrotade man planerna på att restaurera det till ett jaktplan från slaget om Midway och man restaurerade det istället till det utseende som det hade när den havererade i sjön 1998. De skador som var resultatet från fiendeeld och den efterföljande branden kommer inte att åtgärdas. Flygplanet kommer att återställas till ett så nära autentiskt utseende som möjligt och kommer att bära finländska markeringar.
Lauri Pekuri blev senare den första piloten att bryta genom ljudvallen i Finland. Han pensionerades som överste 1968 och fortsatte att arbeta inom flygindustrin. Han dog den 3 augusti 1999, ett år efter att hans flygplan bärgats. Han underrättades om upphittandet av BW-372 och visades fotografier av det bärgade flygplanet. Han kom även att intervjuas om dess historia, men han dog innan han hann se flygplanet igen.

## Varianter
- XF2A-1: prototyp

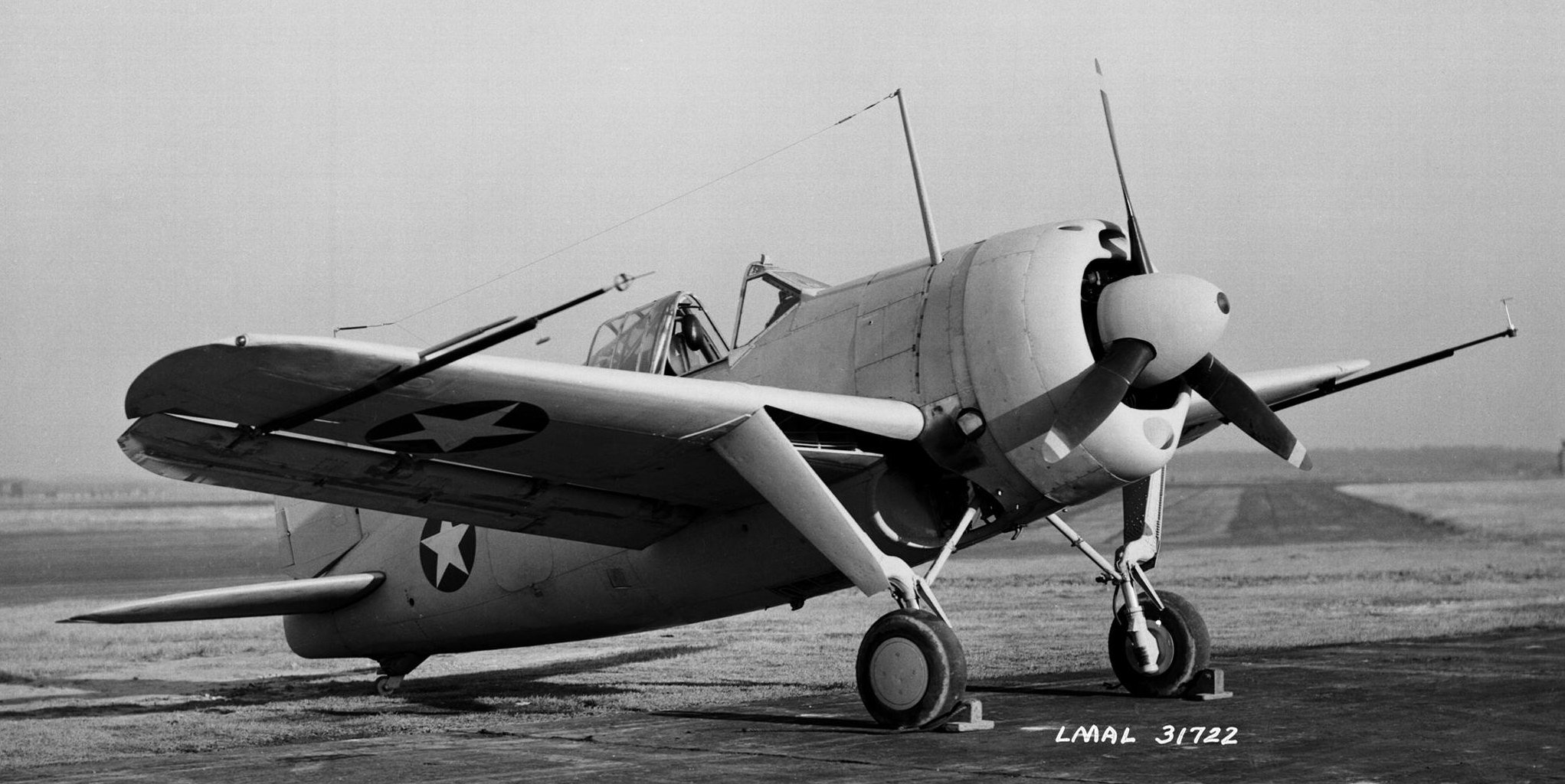
Brewster Buffalo F2A-2

- F2A-1: 54 beställda, 53 byggda, 44 till Finland (som Brewster B-239)
- F2A-2: 43 byggda
- F2A-3: 108 byggda, mera pansar, skottsäker vindruta och 4 stycken tunga kusprutor
- B-239: 44 byggda till Finland, finska Brewsterplan hade nederländska instrument och ett brittiskt teleskopsikte i cockpiten. Instrumenten var desamma som i de finska Fokker D.XXI-planen.
- B-339: 40 till Belgien, omkring hälften hamnade slutligen hos den brittiska flottans flygvapen
- B-339D: Nederländerna
- B-339E: 170 till Storbritannien
- B-439: Nederländerna

Finska varianter
- B-239 Late: Finland modifierade kraftigt sina B-239 plan innan och under fortsättningskriget. Flygplanen fick tyngre beväpning i form av fyra stycken 12,7 mm VKT LKk/42 tunga kulsprutor, mer pansar och finskbyggda tyska holografiska sikten.
- VL Humu: Finsk kopia av Brewster Buffalo fast med rysk motor och två eller tre 12,7 mm VKT LKk/42 kulsprutor i noskåpan.

## Enheter som använde F2A

F2A-1 Buffalo

### Finländska flygvapnet
- Lentolaivue 24/ Hävittäjälentolaivue 24 (1941-1944)
- Hävittäjälentolaivue 26 (1944-1945)

### Förenta staternas marinkår
- VMF-221, som deltog i striderna vid slaget om Midway.

### Royal Air Force
- No. 60 Squadron RAF (Buffaloflygplan till 67 Sq i oktober 1941)
- No. 67 Squadron RAF (de flesta piloterna kom från RNZAF)
- No. 71 Squadron RAF
- No. 146 Squadron RAF
- No. 243 Squadron RAF (de flesta piloterna kom från RNZAF)

### Flottans flyg
- No. 759 Squadron FAA
- No. 760 Squadron FAA
- No. 804 Squadron FAA
- No. 805 Squadron FAA
- No. 813 Squadron FAA
- No. 885 Squadron FAA

### Australiensiska flygvapnet
- No. 21 Squadron RAAF
- No. 24 Squadron RAAF
- No. 453 Squadron RAAF

### Nyzeeländska flygvapnet
- No. 14 Squadron RNZAF
- No. 488 Squadron RNZAF

### Japan
Åtminstone en erövrad Buffalo (möjligen en före detta nederländsk) reparerades och flögs, både i japanska färger och i felaktiga RAF-markeringar i ett rekonstruerat stridsmontagefotografi.

## Användare
- Belgien
- Finland
- Japan
- Nederländerna
- Nederländska Ostindien
- Storbritannien
- USA